# Geissflue (bergstopp i Schweiz, Solothurn)
Geissflue är en bergstopp i Schweiz.   Den ligger i distriktet Bezirk Thal och kantonen Solothurn, i den centrala delen av landet, 40 km norr om huvudstaden Bern. Toppen på Geissflue är 1 102 meter över havet, eller 43 meter över den omgivande terrängen. Bredden vid basen är 0,26 km.
Terrängen runt Geissflue är huvudsakligen kuperad. Runt Geissflue är det tätbefolkat, med 276 invånare per kvadratkilometer.. Närmaste större samhälle är Balsthal, 8,6 km öster om Geissflue. 
Omgivningarna runt Geissflue är en mosaik av jordbruksmark och naturlig växtlighet.